# クリストル・ブストス
クリストル・ブストス（Crystl Bustos、1977年9月8日 - ）は、アメリカ合衆国カリフォルニア州キャニオン・カントリー出身のメキシコ系アメリカ人の女子ソフトボール選手（内野手）。右投右打。身長173cm・体重102kg。
本職は三塁手だが、指名選手として出場することが多い。
日本のマスコミで「バストス」と表記するものもあるが、米国のテレビ中継、および本人の自己紹介インタビューによれば本来の発音は「ブストス」に近い。同僚からは「ブー」というあだ名で呼ばれている。

## 経歴
ソフトボールアメリカ代表のみならず女子ソフトボール界を代表する強打者である。3大会連続でオリンピックに出場し、金メダル2回、銀メダル1回。ワールドカップ・オブ・ソフトボールやパンアメリカン競技大会などでも活躍した。
長打力は群を抜いており、シドニーオリンピックでは大会中に6本塁打を打ち、世界記録を打ち立てた。アテネオリンピックでは5本塁打、北京オリンピックでも再び6本塁打を打った（そもそも女子ソフトボールでフェンスオーバーの本塁打を打てること自体が異例）。
北京オリンピックでは6本塁打の他にも22打数11安打（打率.500）、10打点、出塁率.607、長打率1.318、OPS1.925（いずれも個人1位）という圧倒的な成績を残した。日本代表との試合でも予選・準決勝・決勝の3試合全てで本塁打を打ち、この活躍から日本でも大きく知名度を上げた。表彰式後に日米豪の選手達がボールで「2016」と描き、ソフトボールの五輪種目復帰を訴えたが、これは彼女の提案であるという。
上野由岐子は「私からホームランを打てるのはブストスだけ」と評し、ブストスも「私から三振を奪えるのは上野だけ」とやり取りしていた。事実、北京オリンピックでは大会中唯一の三振を上野から奪われており、上野の大会中唯一の被本塁打もブストスからである。
北京オリンピック終了後に国際大会から引退することを表明。
現役時代に所属したアメリカ合衆国の女子プロソフトボールリーグ、ナショナル・プロ・ファストピッチのアクロン・レーサーズでは、ブストスの背番号6が永久欠番になっている。